# Saison 6 des Experts : Manhattan
Chronologie
Saison 5 des Experts : Manhattan Saison 7 des Experts : Manhattan
Cet article présente le guide des épisodes de la sixième saison de la série télévisée Les Experts : Manhattan (CSI: NY).

## Distribution de la saison

### Acteurs principaux
- Gary Sinise (V.F.: Bernard Gabay) : Det. Mac Taylor
- Melina Kanakaredes (V.F.: Céline Monsarrat) : Stella Bonasera
- Carmine Giovinazzo (V.F.: Sébastien Desjours) : Danny Messer
- Hill Harper (V.F.: Daniel Lobé) : Dr Sheldon Hawkes
- Eddie Cahill (V.F.: Thomas Roditi) : Det. Donald "Don" Flack Junior
- Anna Belknap (V.F.: Barbara Kelsch) : Lindsay Monroe
- AJ Buckley (V.F.: Gwendal Anglade) : Adam Ross
- Robert Joy (V.F.: Max André) : Dr Sid Hammerback

### Acteurs récurrents et invités
- Sarah Carter : Haylen Becall (épisode 1 et 3)
- Michelle Krusiec : Lisa Kim (épisode 2)
- Gail O'Grady : Sharon Taylor (épisode 2)
- Skeet Ulrich : Hollis Eckhart (épisode 3 et 9)
- Josie Davis : Calliope Eckhart (épisode 3 et 9)
- Mia Kirshner : Deborah Carter (épisode 4)
- Rose Rollins : Beth Garrett (épisode 4)
- Nadine Velazquez : Marcia Vasquez (épisode 4)
- Mercedes Masohn : Frankie Tyler (épisode 6)
- Darby Stanchfield : Dawn Higgins (épisode 6)
- Laurence Fishburne : Ray Langston (épisode 7)
- Nelly : Terrence Davis (épisode 8)
- Vanessa Minnillo : Grace Chandler (épisode 11)
- Kim Kardashian : Debbie Fallon (épisode 11)
- Patrick Monahan : Sam Baker (épisode 11)
- Joe Manganiello : Rob Meyers (épisode 12)
- Lauren Cohan : Meredith Muir (épisode 13)
- Charles Shaughnessy : Mr. Christensen (épisode 14)
- Finola Hughes : Mrs. Christensen (épisode 14)
- Danica Patrick : Liza Gray (épisode 15)
- Antonio Sabato Jr. : Davi Santos (épisode 15)
- Martin Klebba : Calvin Moore (épisode 16)
- Dominic Keating : Rufus Knox (épisode 16)
- Mädchen Amick : Audrey Hunter (épisode 17, 18 et 21)
- Ian Ziering : Thom Weir (épisode 17)
- Aaron Ashmore : Cam Vandemann (épisode 17)
- Harold Perrineau Jr. : Reggie Tifford (épisode 19)
- Edward Furlong : Shane Casey (épisode 19, 23 et 24)
- Brendan Fehr : Al Branson (épisode 20)
- Drew Tyler Bell : Alex Contoursi (épisode 20)
- Claire Forlani : Peyton Driscoll (épisode 22)
- Gale Harold : Kevin Scott (épisode 22)

## Épisodes

### Épisode 118:Nouvel espoir
- États-Unis /  Canada : 23 septembre 2009 sur CBS / CTV[1]
- France : 4 septembre 2010 sur TF1
- Suisse : 28 février 2010 sur TSR1
- Québec : 30 août 2010 sur V

- États-Unis : 15,06 millions de téléspectateurs[2] (première diffusion)
- Canada : 2,643 millions de téléspectateurs[3] (première diffusion)
- France : 5,3 millions de téléspectateurs[4] (première diffusion)

- Sarah Carter (Haylen Becall)
- Gloria Votsis (Risa Calaveras)
- Andrew Lawrence (Jake Calaveras)
- Lexis Shontz (Tyson Menlo)

### Épisode 119:Liste noire
- États-Unis /  Canada : 30 septembre 2009
- France : 10 septembre 2010 sur TF1
- Suisse : 7 mars 2010 sur TSR1
- Québec : 6 septembre 2010 sur V

- États-Unis : 13,16 millions de téléspectateurs[5] (première diffusion)
- Canada : 2,77 millions de téléspectateurs[6] (première diffusion)
- France : 4,46 millions de téléspectateurs[7] (première diffusion)

- Greg Germann (Voix/Le Fossoyeur/Benton)
- Dameon Clarke (Aaron Dexter)
- Boo Arnold (Dr Jeff Evans)
- Jessica Morris (Melody Spector)
- Rachel Specter (Sarah Morris)
- Andre Royo (Willie Brown)
- Evan Jones (Junior Mosley)
- Michelle Krusiec (Lisa Kim)
- Erika Barrett (Infirmière de garde)
- John Terry (McCanna Boyd Taylor)
- Gail O'Grady (Sharon Taylor)

En voyage à Manhattan, Aaron Dexter, un homme d'affaires de Philadelphie est envoyé dans un quartier à risques par son GPS et abattu à bout portant. Quelques heures plus tard, un médecin manque de mourir au milieu de son déjeuner. Si les affaires semblent n'avoir aucun lien, l'équipe découvre qu'il s'agit de l'œuvre d'un pirate informatique particulièrement doué, s'en prenant aux personnes qu'il juge responsables de son cancer du poumon. Le père de Mac ayant été victime de cette maladie, le tueur contacte Mac et espère s'attirer sa sympathie...Mac a des visions de l'époque où son père était malade.

### Épisode 120:Latitude meurtrière
- États-Unis /  Canada : 7 octobre 2009
- France : 4 janvier 2011 sur TF1
- Québec : 13 septembre 2010 sur V

- États-Unis : 12,42 millions de téléspectateurs[8] (première diffusion)
- Canada : 2,323 millions de téléspectateurs[9] (première diffusion)
- France : 7,15 millions de téléspectateurs[10] (première diffusion)

- Sarah Carter (Haylen Becall)
- Skeet Ulrich (Hollis Eckhart)
- Josie Davis (Calliope Eckhart)
- Amara Cash (guide de la tour)
- Benjamín Benítez (Kimball Curtiss)
- Kelly Kolatac (jolie fille)
- James Martin Kelly (Cliff Angell)

### Épisode 121:Une femme peut en cacher une autre
- États-Unis /  Canada : 14 octobre 2009
- France : 10 septembre 2010 sur TF1
- Québec : 20 septembre 2010 sur V

- États-Unis : 13,40 millions de téléspectateurs[11] (première diffusion)
- Canada : 2,663 millions de téléspectateurs[12] (première diffusion)
- France : 4,9 millions de téléspectateurs[7] (première diffusion)

- Sarah Carter (Haylen Becall)
- T.J. Hoban (Kevin Carter)
- Mia Kirshner (Deborah Carter)
- Rose Rollins (Beth Garrett)
- Mykelti Williamson (Capitaine Sinclair)
- McKenna Jones (Zoya Carter)
- Nadine Velazquez (Marcia Vasquez)
- Alison Woods (Jen Parker)

### Épisode 122:Après la bataille
- États-Unis /  Canada : 21 octobre 2009
- France : 4 janvier 2011 sur TF1
- Québec : 27 septembre 2010 sur V

- États-Unis : 13,01 millions de téléspectateurs[13] (première diffusion)
- Canada : 2,417 millions de téléspectateurs[14] (première diffusion)
- France : 6,5 millions de téléspectateurs[10] (première diffusion)

- Raquel Alessi (Brooke Hallworth)
- Brandon Phillips (Mechanic X / Jesse Lewis)
- Joe Slaughter (Dot com)
- Bryce Johnson (Nick "Cool" Emerson)
- Vincent Laresca (Al Santiago)
- Nathan Anderson (Craig Roberts)
- Travis Hammer (Réceptionniste)
- Richard Vazquez (Danseur)
- Andwar Burton (Danseur)
- Keith Stallworth (Danseur)
- Jonathan Perez (Danseur)
- Oren Michaeli (Danseur)

### Épisode 123:Le dernier festin
- États-Unis /  Canada : 4 novembre 2009
- France : 11 janvier 2011 sur TF1
- Québec : 4 octobre 2010 sur V

- États-Unis : 12 millions de téléspectateurs[15] (première diffusion)
- Canada : 2,388 millions de téléspectateurs[16] (première diffusion)
- France : 7,0 millions de téléspectateurs[17] (première diffusion)

- Jack Krizmanich (en) (Martin Stafford)
- Nathalie Walker (Tracy Wallace)
- Mercedes Masohn (Frankie Tyler)
- Jessalyn Wanlim (Portia Pryce)
- Jonathan Chase (Brian Hamilton)
- Darby Stanchfield (Dawn Higgins)
- Antal Kalik (Inspecteur avec le mandat)
- Nick Chinlund (John Simmons)
- Rueben Grundy (Super)

Lorsqu'un employé d'une société informatique meurt en pleine rue, l'équipe des experts est dépêchée sur les lieux et Hawkes fait alors face à un sérieux problème de concentration. Tandis que Mac découvre que l'homme a été empoisonné, Hawkes lui annonce qu'il a croisé la victime en sa qualité de médecin bénévole et qu'il est sans doute responsable de son décès. L'équipe se rend chez la jeune femme qui avait appelé les secours la veille, mais son corps est retrouvé sans vie.

### Épisode 124:Les passagères de New York
- États-Unis /  Canada : 11 novembre 2009
- France : 13 mars 2011 sur TF1
- Québec : 11 octobre 2010 sur V

- États-Unis : 14,51 millions de téléspectateurs[18] (première diffusion)
- Canada : 3,466 millions de téléspectateurs[19] (première diffusion)
- France : 8,5 millions de téléspectateurs

- Laurence Fishburne (Ray Langston)
- Wes Ramsey (Dave Benton)
- Michael Massee (Casey Steele)
- Amanda MacDonald (Madeline Briggs)
- Jeffrey D. Sams (Joseph Winston)
- Jason Paul Field (Dean l'ivrogne)
- Michael Reilly Burke (Dr Harvey Fuller)
- Rose Evangelina (Dora Lawson)
- Deanna Smith (Infirmière de l'hôpital)

### Épisode 125:Déboussolé
- États-Unis /  Canada : 18 novembre 2009
- France : 18 janvier 2011 sur TF1
- Québec : 18 octobre 2010 sur V

- États-Unis : 13,62 millions de téléspectateurs[20] (première diffusion)
- Canada : 2,782 millions de téléspectateurs[21] (première diffusion)
- France : 7,0 millions de téléspectateurs[22] (première diffusion)

- Skeet Ulrich (Hollis Eckhart)
- Nelly (Terrence Davis)
- John Mese (Lieutenant William Sythe)
- Fredro Starr (Deacon)
- Marguerite Moreau (Louise Dukes)
- Alex Cranmer (Bob Tanner)
- Kieran Campion (Kenneth Grant)
- Austin Lysy (Thomas Gates)
- Josie Davis (Calliope Eckhart)
- Brian K. Jones (Gigantaw)

### Épisode 126:Même heure, même endroit
- États-Unis /  Canada : 25 novembre 2009
- France : 18 janvier 2011 sur TF1
- Québec : 25 octobre 2010 sur V

- États-Unis : 12,68 millions de téléspectateurs[23] (première diffusion)
- Canada : 2,455 millions de téléspectateurs[24] (première diffusion)
- France : 6,8 millions de téléspectateurs[22] (première diffusion)

- Skeet Ulrich (Hollis Eckhart)
- Josie Davis (Calliope Eckhart)
- Marc Menchaca (Leonard)
- Martin Papzian (Mr. Birnbaum)
- Nina Smidt (Barman)

### Épisode 127:Défense d'entrer... et de sortir
- États-Unis /  Canada : 9 décembre 2009
- Belgique : 18 juillet 2010 sur RTL-TVI
- France : 25 janvier 2011 sur TF1
- Québec : 1er novembre 2010 sur V

- États-Unis : 12,96 millions de téléspectateurs[25] (première diffusion)
- Canada : 2,176 millions de téléspectateurs[26] (première diffusion)
- France : 7,2 millions de téléspectateurs[27] (première diffusion)

- Ella Thomas (Deborah Meade)

### Épisode 128:Sans famille
- États-Unis /  Canada : 16 décembre 2009
- France : 1er février 2011 sur TF1
- Québec : 8 novembre 2010 sur V

- États-Unis : 13,55 millions de téléspectateurs[28] (première diffusion)
- Canada : 1,892 million de téléspectateurs[29] (première diffusion)
- France : 7,03 millions de téléspectateurs[30] (première diffusion)

- Vanessa Minnillo (Grace Chandler)
- Kim Kardashian (Debbie Fallon)
- Lala Vazquez (Lisa Williams)
- David Sullivan (James Manning)
- Chris Coy (Joe)
- Jonas Fisch (Technicien son)
- Gino Cafarelli (Père Noël)
- Train (groupe) :
  - Pat Monahan (Sam Baker)
  - James Woodrow Stafford (Guitariste)
  - Scott Michael Underwood (Batteur)

### Épisode 129:Vice de procédure
- États-Unis /  Canada : 13 janvier 2010
- France : 8 février 2011 sur TF1
- Québec : 15 novembre 2010 sur V

- États-Unis : 14,16 millions de téléspectateurs[31] (première diffusion)
- Canada : 2,472 millions de téléspectateurs[32] (première diffusion)
- France : 7,23 millions de téléspectateurs[33] (première diffusion)

- D. B. Sweeney (Adjoint du procureur Craig Hansen)
- John Charles Meyer (Antonio Reyes)
- Judith Hoag (Mrs. Reynolds)
- Jeff Perry (Juge)
- Sophie Sinise (Karen Winston)
- Joe Manganiello (Rob Meyers)
- Kristin Richardson (Sarah Hansen)
- Shane Silva (Bailiff)
- Kent Shocknek (Journaliste)

### Épisode 130:Les dessous du match
- États-Unis /  Canada : 20 janvier 2010
- France : 15 février 2011 sur TF1
- Québec : 22 novembre 2010 sur V

- États-Unis : 13,54 millions de téléspectateurs[34] (première diffusion)
- Canada : 2,305 millions de téléspectateurs[35] (première diffusion)
- France : 7,45 millions de téléspectateurs[36] (première diffusion)

- Nicole Taylor (Kristine Melvoy)
- Lauren Cohan (Meredith Muir)
- Brittany Perry-Russell (Lisa (Tight End))
- Tom Parker (Allen Greenway)
- Katherine Ann McGregor (Leanne Baldwin)
- Nynno Ahli (Alex Martin)
- Tasso Feldman (Scott Coleman)
- JB Blanc (Tripp Walker)
- Morgan Snyder (Receptioniste de l'hôpital)

### Épisode 131:Mordus
- États-Unis /  Canada : 3 février 2010
- France : 22 février 2011 sur TF1
- Québec : 29 novembre 2010 sur V

- États-Unis : 14,16 millions de téléspectateurs[37] (première diffusion)
- Canada : 2,278 millions de téléspectateurs[38] (première diffusion)
- France : 7,36 millions de téléspectateurs[39] (première diffusion)

- Melinda Dahl (Estelle Christensen)
- Michael Graziadei (Keith Borgese)
- Ken Garito (Jimmy Duncan)
- Ivan Shaw (Billy James)
- Charles Shaughnessy (Mr. Christensen)
- Finola Hughes (Mrs. Christensen)
- Ella Fitzpatrick (Jeune femme)

### Épisode 132:La course de trop
- États-Unis /  Canada : 10 février 2010
- France : 22 février 2011 sur TF1
- Québec : 31 janvier 2011 sur V

- États-Unis : 12,98 millions de téléspectateurs[40] (première diffusion)
- Canada : 2,571 millions de téléspectateurs[41] (première diffusion)
- France : 6,9 millions de téléspectateurs[39] (première diffusion)

- Danica Patrick (Liza Gray)
- Antonio Sabato Jr. (Davi Santos)
- Marisa Ramirez (Tania Santos)
- Kevin Kilner (Dwight Bernard)
- Timothy V. Murphy (Connor Wells)
- Erik Eidem (Reece Turnball)
- Rick Peters (Josh Weaver)

### Épisode 133:Joyeux anniversaire James
- États-Unis /  Canada : 3 mars 2010
- France : 1er mars 2011 sur TF1
- Québec : 7 février 2011 sur V

- États-Unis : 12,35 millions de téléspectateurs[42] (première diffusion)
- Canada : 2,064 millions de téléspectateurs[43] (première diffusion)
- France : 7,2 millions de téléspectateurs

- Joe Reegan (James Roberts)
- Kerie W. Edmead (Officier #1)
- Don Jeanes (Officier #2)
- Stephen Gabriel (Mark Turner)
- Ken Luckey (Daniel Vaughn)
- Tristen McDonald (Jackie Wright)
- Nadine Heimann (Lacey Deshane)
- Sarah Habel (Sara Carr)
- Linda Porter (Mary Riesling)
- Hal Landon Jr. (Henry Wainright)
- Martin Klebba (Calvin Moore)
- Angela Gots (Cassie Davis)
- Cullen Douglas (Gerald Gordon)
- Dominic Keating (Rufus Knox)
- Natascha Hopkins (Carolina)

### Épisode 134:Ça vaut de l'or
- États-Unis /  Canada : 10 mars 2010
- France : 1er mars 2011 sur TF1
- Québec : 14 février 2011 sur V

- États-Unis : 11,07 millions de téléspectateurs[44] (première diffusion)
- Canada : 2,655 millions de téléspectateurs[45] (première diffusion)

- Kyle Gallner (Reed Garrett)
- Mädchen Amick (Aubrey Hunter)
- Kieren Hutchison (Finnegan Hansard)
- Ian Ziering (Thom Weir)
- Aaron Ashmore (Cam Vandemann)
- Erin Cahill (agent Pangle du département du Trésor)
- John Barbolla (Phil)
- Jina Song (agent immobilier)
- Sarah Karges (femme ivre)
- Kanin Howell (Charlie Cooper)

### Épisode 135:Repose en paix
- États-Unis /  Canada : 7 avril 2010
- France : 8 mars 2011 sur TF1
- Québec : 21 février 2011 sur V

- États-Unis : 10,64 millions de téléspectateurs[46] (première diffusion)
- Canada : 2,096 millions de téléspectateurs[47] (première diffusion)
- France : 6,95 millions de téléspectateurs[48] (première diffusion)

- Mädchen Amick (Aubrey Hunter)
- Joshua Rush (Luke Garito)
- Moran Atias (Marina Garito)
- Brian Goodman (en) (Tony Dirisa)

### Épisode 136:Plan d'évasion
- États-Unis /  Canada : 14 avril 2010
- France : 23 mars 2011 sur TF1
- Québec : 28 février 2011 sur V

- États-Unis : 10,85 millions de téléspectateurs[49] (première diffusion)
- Canada : 2,491 millions de téléspectateurs[50] (première diffusion)
- France : 5,6 millions de téléspectateurs[51] (première diffusion)

- Edward Furlong (Shane Casey)
- Harold Perrineau (Reggie Tifford)
- Robert Curtis Brown (Davis Ollenstein)
- Tyler Francavilla (Officier Miller)
- Eddie Alfano (Garde)
- Anthony Pena (Scarface)
- Jon Collin Barclay (Garde tabassé)
- Mark Doerr (Prêtre)
- Jonathan Strait (Négociateur)

### Épisode 137:Dernier combat
- États-Unis /  Canada : 5 mai 2010
- France : 8 mars 2011 sur TF1
- Québec : 7 mars 2011 sur V

- États-Unis : 10,30 millions de téléspectateurs[52] (première diffusion)
- Canada : 2,097 millions de téléspectateurs[53] (première diffusion)
- France : 6,6 millions de téléspectateurs[48] (première diffusion)

- Ken Moreno (Joe Carthage)
- Graham Beckel (Telly Gines)
- Brendan Fehr (Al Branson)
- Jess Allen (Erik Overson)
- Fernanda Andrade (Yvonne)
- Tommy Savas (Rick Contoursi)
- Drew Tyler Bell (Alex Contoursi)
- Michael William Freeman (Colby Jenkins)
- Anthony Molinari (Jimmy Allen)
- Brian Oerly (Lester Rhodes)
- Hollywood Yates (Bûcheron)

### Épisode 138:Comme des grands
- États-Unis /  Canada : 12 mai 2010
- France : 23 mars 2011 sur TF1
- Québec : 14 mars 2011 sur V

- États-Unis : 11,36 millions de téléspectateurs[54] (première diffusion)
- Canada : 2,158 millions de téléspectateurs[55] (première diffusion)
- France : 7,67 millions de téléspectateurs[51] (première diffusion)

- Mädchen Amick (Aubrey Hunter)
- Aaron Refvem (Sam Harris)
- Bridger Zadina (Nicky Harris)
- Tim Chiou (Vince)
- Gina Philips (Maddie Harris)
- Andrew J. West (Johnny Cook)
- Candice Candelori (Teller)
- William Spencer (Troy Castro)

### Épisode 139:Fenêtre sur rue
- États-Unis /  Canada : 19 mai 2010
- France : 5 avril 2011 sur TF1
- Québec : 21 mars 2011 sur V

- États-Unis : 11,30 millions de téléspectateurs[56] (première diffusion)
- Canada : 1,613 million de téléspectateurs[57] (première diffusion)
- France : 7,0 millions de téléspectateurs[58] (première diffusion)

- Claire Forlani (Peyton Driscoll)
- Karyn Nesbit (Adolescente)
- Steven Krueger (Petit copain)
- Palmer Davis (Mère de famille)
- Gale Harold (Kevin Scott)
- Nick Epper (Ivan Paluck)
- Gino Anthony Pesi (Troy Picozzi)
- Eddie Davenport (Homme)

### Épisode 140:Le But ultime
- États-Unis /  Canada : 26 mai 2010
- France : 5 avril 2011 sur TF1
- Québec : 28 mars 2011 sur V

- États-Unis : 11,96 millions de téléspectateurs[59] (première diffusion)
- Canada : 1,565 million de téléspectateurs[60] (première diffusion)
- France : 6,5 millions de téléspectateurs[58] (première diffusion)

- Edward Furlong (Shane Casey)
- Danny Nucci (Officier Nicholas Henderson)
- Adam John Harrington (Officier Noonan)
- Jules Willcox (Conservateur)
- Ashley Dyke (Angela Isley)
- Jim Sharp (Ethan Ganz)